# Rówek
Rówek (kaszb. Rówk, niem. Klein Rowe) – część wsi Rowy w Polsce, położona w województwie pomorskim, w powiecie słupskim, w gminie Ustka. Wchodzi w skład sołectwa Rowy.
W latach 1975–1998 Rówek administracyjnie należał do województwa słupskiego.

## Nazwa
Nazwa ma pochodzenie słowiańskie i powstała poprzez dodanie do nazwy miejscowości Rów (obecnie Rowy) formantu zmiękczającego -k. Friedrich Lorentz odnotował warianty nazwy w lokalnych gwarach słowińskich: Rö́u̯k, Rö́u̯fk, Rö́u̯wfk. Nazwa niemiecka Klein Rowe ma charakter relacyjny i jest zestawieniem dwóch członów: przymiotnika klein „mały” i nazwy miejscowej Rowe „Rowy”. W potocznym uzusie występował także potoczny wariant oboczny Rowek.
Rada Języka Kaszubskiego proponuje kaszubską formę nazwy Rówk.